# Дасилва, Джей
Джей Дасилва (англ. Jay Dasilva; род. 22 апреля 1998, Лутон, Восточная Англия) — английский футболист, защитник клуба «Ковентри Сити».

## Клубная карьера
Дасилва является воспитанником футбольного клуба «Челси». В июле 2015 года подписал с клубом первый профессиональный контракт. В сезоне 2016/2017 провёл за молодёжную команду 11 матчей, забил два мяча. Являлся игроком стартового состава. Во второй половине сезона, 30 декабря 2016 года отправился в аренду в «Чарльтон Атлетик». 14 января 2017 года дебютировал в первой английской лиге в поединке против «Миллуолла», выйдя на замену на 28-й минуте и будучи заменённым на 80-й.
30 декабря 2016 года был отдан в аренду в «Чарльтон Атлетик». 14 января 2017 дебютировал за «Эддикс», заменив Льюиса Пейджа, в игре против «Миллуолла». Он вышел на 28-й минуте матча, но на 80-й был заменён. 21 июля Дасилва подписал новый контракт с «Челси» и заключил второе арендное соглашение с «Чарльтоном». 7 мая 2018 года был признан Игроком года по версии болельщиков.
9 августа 2018 года был отдан в аренду в «Бристоль Сити». 26 июня 2019 на постоянной основе присоединился к «зарянкам», подписав 4-летний контракт.

## Карьера за сборную
Участник чемпионата Европы по футболу 2015 среди юношей до 17 лет. Провёл на турнире пять встреч, вместе с командой вышел в четвертьфинал. Победитель чемпионата Европы 2017 года среди юношей до 19 лет. На турнире сыграл пять встреч, в том числе и финальную, во всех выходил в стартовом составе.

## Клубная статистика
| Клуб                      | Сезон      | Лига         | Лига  | Лига | Кубок | Кубок | Кубок лиги | Кубок лиги | Другое | Другое | Итог  | Итог |
| Клуб                      | Сезон      | Дивизион     | Матчи | Голы | Матчи | Голы  | Матчи      | Голы       | Матчи  | Голы   | Матчи | Голы |
| ------------------------- | ---------- | ------------ | ----- | ---- | ----- | ----- | ---------- | ---------- | ------ | ------ | ----- | ---- |
| Челси                     | 2016/17    | Премьер-лига | 0     | 0    | 0     | 0     | 0          | 0          | —      | —      | 0     | 0    |
| Челси                     | 2017/18    | Премьер-лига | 0     | 0    | —     | —     | —          | —          | 0      | 0      | 0     | 0    |
| Челси                     | 2018/19    | Премьер-лига | 0     | 0    | —     | —     | —          | —          | 0      | 0      | 0     | 0    |
| Челси                     | Итог       | Итог         | 0     | 0    | 0     | 0     | 0          | 0          | 0      | 0      | 0     | 0    |
| Челси до 23               | 2016/17    | —            | —     | —    | —     | —     | —          | —          | 2      | 0      | 2     | 0    |
| Чарльтон Атлетик (аренда) | 2016/17    | Лига 1       | 10    | 0    | —     | —     | —          | —          | —      | —      | 10    | 0    |
| Чарльтон Атлетик (аренда) | 2017/18    | Лига 1       | 38    | 0    | 2     | 0     | 1          | 0          | 3      | 0      | 44    | 0    |
| Чарльтон Атлетик (аренда) | Итог       | Итог         | 48    | 0    | 2     | 0     | 1          | 0          | 3      | 0      | 54    | 0    |
| Бристоль Сити (аренда)    | 2018/19    | Чемпионшип   | 28    | 0    | 3     | 0     | 1          | 0          | —      | —      | 32    | 0    |
| Бристоль Сити             | 2019/20    | Чемпионшип   | 24    | 0    | 1     | 0     | 0          | 0          | —      | —      | 25    | 0    |
| Бристоль Сити             | 2020/21    | Чемпионшип   | 11    | 1    | 0     | 0     | 1          | 0          | —      | —      | 12    | 1    |
| Бристоль Сити             | 2021/22    | Чемпионшип   | 16    | 0    | 0     | 0     | 0          | 0          | —      | —      | 16    | 0    |
| Бристоль Сити             | Итог       | Итог         | 79    | 1    | 4     | 0     | 2          | 0          | —      | —      | 85    | 1    |
| Общий итог                | Общий итог | Общий итог   | 127   | 1    | 6     | 0     | 3          | 0          | 5      | 0      | 141   | 1    |

1. ↑  Матчи в Трофее Английской футбольной лиги
2. ↑  1 матч в Трофее Английской футбольной лиги, 2 - в плей-офф Лиги 1